# Districte de Birbhum
El districte de Birbhum —বীরভূম জেলা en bengalí— és una divisió administrativa de Bengala Occidental a l'Índia, a la divisió de Burdwan. La capital és Suri. Té una superfície de 4.545 km². El districte és conegut com a "País de la terra vermella" i el nom derivaria de "terra" (Bhumi) i Brau o Valent (Bir) que vol dir Terra de Valents. És travessat pels rius Ajay, Mayurakshi (Mor), Kopai, Bakreswar, Brahmani, Dwarka, Hinglo, Chapala, Bansloi i Pagla.
El 1901 estava dividit en dues subdivisions:
- Suri
- Rampur Hat

Actualment està formada per tres subdivisions:
- Suri
- Bolpur
- Rampurhat

Està dividida també en 19 blocks de desenvolupament, 6 municipalitats i 167 gran panchayat.
La seva població era 851.235 (1872), 792.031 (1881), 798.254 (1891), 902.280 (1901), 2.095.829 (1981) i 3.015.422 (2001).

## Història
Al segle xiii era un principat hindú amb capital a Rajnagar o Nagar, i fou conquerida pels musulmans. Birbhum fou saquejada pels oriyes el 1244. El zamindari de Birbhum es va formar sota l'Imperi Mogol i apareix al segle xviii amb un sanad concedit per Jafar Khan, nawab de Murshidabad, a Asad-ullah, que el va tenir com un feu militar; probablement la seva família ja governava la regió des de vers el 1600. En aquest temps incloïa gran part del districte de Santal Parganas i mesurava 9.992 km², va passar als britànics el 1765 i nominalment va passar al districte de Murshidabad, però en la pràctica governat pels zamindars de Birbhum i Bankura. El 1787 la Companyia va assolir el govern directe dels zamindaris. El territori era assolar per bandes procedents de les muntanyes occidentals de Chota Nagpur i el rages no podien fer res i per això la Companyia Britànica de les Índies Orientals va haver d'assolir el govern directe. El zamindari de Birbhum i el de Bankura van formar un districte britànic amb guarnició militar. El 1788 es va produir un fort atac per una banda de 500 homes que van destruir uns 40 pobles; el 1789 els atacs encara foren majors i les bandes arribaven a tres o quatre-cents homes; el col·lector va aixecar una milícia i va demanar reforços i els va derrotar i expulsar; en endavant el districte va romandre tranquil. Només fou afectat per la revolta dels santals el 1855. Al començament del segle xix es va crear al districte de Bankura amb el zamindari de Bishnupur i uns anys després es van separar territoris del districte per integrar-se al nou de Santal Parganas. El districte junt al de Bankura era conegut per patir epidèmies de febres i per ser els districtes amb més leprosos.